# Santa Cruz (Pernambuco)
Santa Cruz é um município brasileiro do estado de Pernambuco.

## História
No ano de 1829, durante uma peregrinação pelo sertão, dois frades capuchinhos, tiveram que interromper a viagem devido a uma febre que acometeu um deles permanecendo no local por cerca de um mês. Abrigaram-se sob o pé de um juazeiro. Diversas famílias acorriam a eles para assistência espiritual e celebração dos sacramentos e missas. Despediram-se da região deixando uma grande cruz de madeira no local onde se abrigavam.
Esta cruz foi encontrada pelos vaqueiros do fazendeiro José Correia, senhor de muitas terras e escravos que habitava a região. José Correia pediu que trouxessem a cruz à fazenda, colocando-a na capela. A cruz passou a ser objeto de veneração da população local, que visitava a capela em busca de proteção divina. Ao seu redor começou a surgir a povoação. Aos poucos surgiu a festa da Venerada Santa Cruz, que ocorre de 1 a 3 de maio, que além dos rituais religiosos também conta com barraquinhas de comidas típicas e bebidas, bingos, danças, etc.
O distrito de Santa Cruz, subordinado ao município de Ouricuri foi criado em 23 de janeiro de 1915. Foi elevado à categoria de município autônomo pela estadual nº 10.623, de 01 de outubro de 1991,  e instalado em 1993.É constituído pelo distrito sede e pelos povoados de Varzinha, Poço D'Antas, Caçimba Nova, Vila São Francisco e Santa Helena.

## Geografia
Localiza-se a uma latitude 08º14'24" sul e a uma longitude 40º20'05" oeste, estando a uma altitude de 515 metros. Sua população estimada em 2024 era de 14.320 habitantes.

### Relevo
O município de Santa Cruz localiza-se na unidade geoambiental da Depressão Sertaneja, com a paisagem típica do semi-árido nordestino. Seu relevo é plano e suave ondulado.

### Vegetação
A vegetação nativa é composta por caatinga hiperxerófila.

### Hidrografia
O município de Santa Cruz está nos domínios das bacias hidrográficas dos rios das Garças e Brígida. Os principais tributários são os riachos do Angico, Munduri, do Mocó, São José, das Cacimbas, Caldeirão, do Caboclo, do Juá, das Balanças, Alegre, do Gentio, da Volta, das Piranhas, da Baixa, da Baixa Grande, da onça, da Taboa, São Domingos e das Garças, todos de regime intermitente. Conta também com as lagoas do José e do Camarada.